# Puerto El Triunfo
Puerto El Triunfo es un distrito del municipio de Usulutan Oeste en el departamento de Usulután en la República de El Salvador.
Está limitado al norte y al oeste con Jiquilisco, al este con Usulután y al sur con el océano Pacífico.

## Datos geográficos
El distrito cuenta con una superficie de 168.68 km². También tiene una altitud media de tan solo tres metros sobre el nivel del mar. Además, cuenta con una población estimada de más de 12 983 habitantes. 
Para su administración, el distrito está dividido en 2 cantones y 16 caseríos.
Sus cantones son:
- Corral de Mulas.
- Sitio de Santa Lucía.

## Historia
En el 18 de septiembre de 1829, el Ministerio General del Gobierno del Estado de El Salvador decretó mandar a habilitar el Puerto de El Espíritu Santo. Esto fue decretado por el Estado porque el Congreso Federal ―al que le correspondía la habilitación de los puertos― no estaba próximo, facilitaría la mayor seguridad a las embarcaciones y su habilitación contribuiría las ventajas de una frecuente comunicación exterior y a la economía local.
El decreto hizo que el puerto trabajase bajo las mismas reglas prescritas para los otros puertos en el Estado, que se denomine como El Puerto del Triunfo de los Libres, se le concedió por tres años libertad de todo derecho en la importación y exportación, que los ciudadanos del Estado pagaran un 1 % para la construcción de lanchas y otros objetos de limpieza y seguridad del puerto, y que los extranjeros pagarían más del 1 % la mitad de los derechos de alcabala.
En un informe de policía hecho por el inspector de policía del departamento de San Miguel, Manuel Zepeda, hecho en el 14 de junio de 1847 hecho al gobernador de San Miguel, J. Ávila, mencionó el puerto mientras hablaba del pueblo de Jiquilisco:

... en Jiquilisco, pueblo patriota, y sumamente interesante por su puerto del Espiritusanto, donde existe la mejor y mas hermosa bahía que tiene el Pacífico...
Manuel Zepeda

En el mismo informe, notó que los habitantes de Jiquilisco eran importantes por ser «una población moral y laboriosa en la inmediación del puerto, cuando este se componga y se habilite».
El puerto se habilitó en 1875 pero no llegó a dar servicio alguno.
Entre 1880-1890 la inversión extranjera se incrementó. Durante este tiempo el departamento de Usulután se ubicó entre los tres principales productores de café en el país y se convirtió en uno de los principales exportadores de café a nivel mundial.
Al poco tiempo se fundó la Compañía de El Triunfo Limitada, siendo la gran mayoría de exportadores de origen estadounidense.
En 1890 por decreto ejecutivo, se habilita el puerto para importación y exportación (en los mismos términos que La Unión, Acajutla y La Libertad).
El 24 de mayo de 1893, el Gobierno emitió un decreto ejecutivo autorizando a Manuel J. Barriere (subsecretario de Fomento) para que interviniera a nombre y en representación del Gobierno en la escritura pública que se otorgó para llevar a efecto la contrata celebrada con Vicente P. Rubín relativa a establecer la navegación en el puerto.
Dado el gran aumento en las exportaciones de café, se comienza el proceso de conectividad nacional, a través del ferrocarril que entre 1894 y 1900, une al puerto de Acajutla con Santa Ana y San Salvador. Durante este tiempo, el proyecto del ferrocarril se trata de llevar al oriente del país, que sin embargo, resulta lento y costoso. De aquí, surge la idea de un proyecto alternativo, para conectar la producción agrícola con destino al mercado extranjero. Con esta iniciativa, nace la idea de establecer el Puerto El Triunfo en la bahía de Jiquilisco.
A finales del siglo XX, se disputa la supremacía económica en el oriente del país. La disputa se da entre los agricultores y comerciantes de San Miguel y los cafetaleros de la región del volcán Tecapa, en departamento de Usulután, esta disputa hace que los cafetaleros de Santiago de María decidan establecerse en el Puerto El Triunfo.
La idea surge con la finalidad de bajar los costos de exportación de café al extranjero. Los comerciantes de San Miguel se oponen a dicho proyecto porque afectaría sus intereses económicos en el puerto de La Unión.

## Título de villa y ciudad
El título de villa fue conseguido 73 años después de su fundación, un 18 de mayo de 1986.
El título de ciudad se les otorgó el 18 de diciembre de 1991.

## Fiestas patronales
El distrito celebra sus fiestas patronales del 10 al 23 de mayo. Estas son en honor a Nuestra Señora de Fátima.
Además de esta celebración, otra segunda fecha importante se da el 24 de octubre, cuando los pescadores hacen un festejo en honor a San Rafael Arcángel, con procesiones realizadas en las lanchas por las aguas de la bahía.